# Galitzkya
Galitzkya là chi thực vật có hoa trong họ Cải.